# Pompònia Grecina
Pompònia Grecina (en llatí Pomponia Graecina) va ser una dama romana casada amb Aule Plauci, que va ser governador de Britànnia al segle i.
Va ser acusada de pràctiques religioses no autoritzades per l'estat durant el regnat de Claudi, però el seu marit, a causa dels grans serveis prestats a Britànnia, la va poder jutjar personalment segons l'antiga llei romana, i la va declarar innocent.
Era probablement la filla de Publi Pomponi Grecí, que va ser cònsol sufecte l'any 16. Va viure uns 40 anys més que Júlia Drusa, executada per Claudi per instigació de Valèria Messalina, amb la què hi havia mantingut una estreta relació.